# Burchard von Boenen
Burchard von Boenen (* im 14. Jahrhundert; † vor November 1444) aus dem Adelsgeschlecht Boenen war  ein römisch-katholischer Geistlicher und Domherr in Münster.

## Leben
Burchard von Boenen findet als Domherr zu Münster erstmals am 21. Januar 1406 urkundliche Erwähnung. Im Juli 1419 geriet er mit Dietrich von Hekeren in Streit wegen des münsterischen Domkanonikats und des Archidiakonats in Winterswijk. Von Boenen behielt seine Pfründe und erwarb noch einen Anteil von einem Viertel an der Pfarrkirche in Kamen. Im November 1430 war er auch Archidiakon in Borken. Burchard von Boenen war Mitglied des Domkalands. 